# Howdah (pistola)

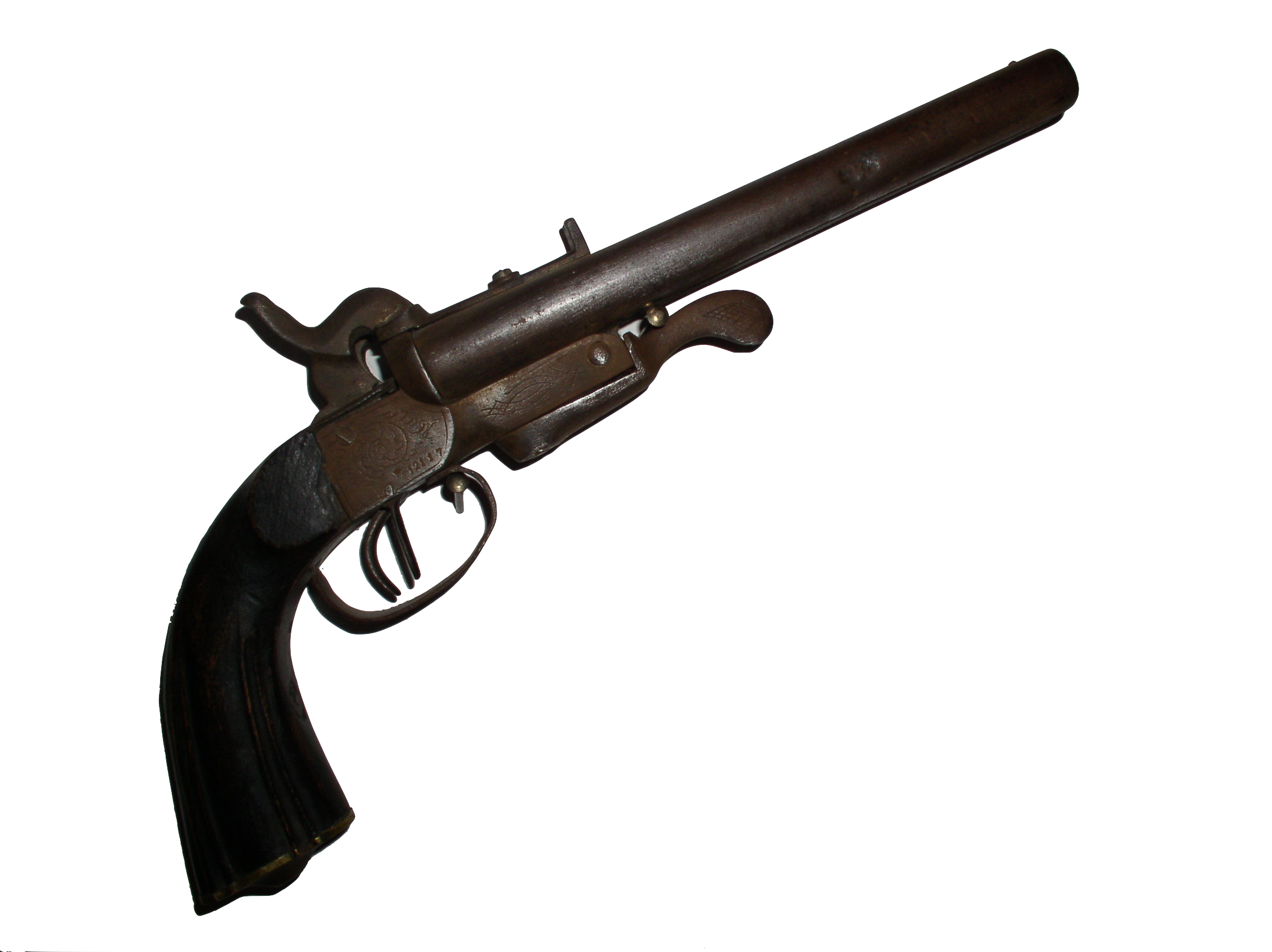
Uma pistola Howdah de cano duplo calibre .50 (13mm) fabricada na Alemanha

Howdah pistol é a designação genérica de um tipo de arma curta (pistola) de grosso calibre, geralmente com dois ou quatro canos, usada na Índia e na África desde o início do século XIX até o início do século XX, durante a era do Império Britânico. Destina-se à defesa contra tigres, leões e outros animais perigosos que podem ser encontrados em áreas remotas. Os projetos de carregamento pela culatra (retrocarga) com vários canos foram posteriormente favorecidos em relação aos revólveres contemporâneos, devido à sua maior velocidade e maior potencial de recarga.
O termo "Howdah pistol" vem do "howdah", uma grande plataforma montada nas costas de um elefante. Os caçadores, particularmente na Índia britânica, usavam os "howdahs" como plataforma de caça e precisavam de armas curtas auxiliares de grosso calibre para proteção contra ataques de animais a curta distância. A prática de caçar da cesta "howdah" em cima de um elefante asiático foi popularizada pelo consórcio "Anglo-Indian East India Company" durante a década de 1790.[carece de fontes?]